# Посавска Махала
Посавска Махала је насељено мјесто у општини Оџак, Федерација Босне и Херцеговине, БиХ.

## Историја
Прије Другог свјетског рата село се звало Влашка Мала, а током рата било јако усташко упориште.

## Становништво
|             | 2013.        | 1991.          | 1981.          | 1971.          |
| Укупно      | 849 (100,0%) | 1 199 (100,0%) | 1 177 (100,0%) | 1 068 (100,0%) |
| Хрвати      | 835 (98,35%) | 1 165 (97,16%) | 1 148 (97,54%) | 1 060 (99,25%) |
| Срби        | 4 (0,471%)   | 6 (0,500%)     | 3 (0,255%)     | 6 (0,562%)     |
| Остали      | 4 (0,471%)   | 24 (2,002%)    | 12 (1,020%)    | 2 (0,187%)     |
| Бошњаци     | 2 (0,236%)   | –              | –              | –              |
| Неизјашњени | 2 (0,236%)   | –              | –              | –              |
| Непознато   | 2 (0,236%)   | –              | –              | –              |
| Југословени | –            | 4 (0,334%)     | 14 (1,189%)    | –              |